# 샷 온라인
샷 온라인은 온네트가 개발하고 웹젠이 서비스하고 있는 다중 사용자 롤플레잉 게임으로 Full 3D방식의 골프 게임을 통해서 실제 프로골퍼 모션을 이펙트해 필드에서 퍼팅을 하는 듯한 실감나는 느낌을 살린 게임이다.